# Mike Dunham
Michael Francis Dunham (* 1. června 1972 Johnson City) je bývalý americký lední hokejista, brankář. V NHL hrál za kluby New Jersey Devils, Nashville Predators, New York Rangers, Atlanta Thrashers a New York Islanders. Odehrál v základní části NHL 394 zápasů, připsal si 19 čistých kont a dosáhl průměru 0,908 gólu na zápas. S americkou reprezentací získal stříbrnou medaili na olympijských hrách v Salt Lake City roku 2002 a bronz na mistrovství světa v roce 2004. Bronz získal již na mistrovství světa juniorů v roce 1992. Na tomto turnaji byl vyhlášen nejlepším gólmanem. Zúčastnil se i olympijských her v Albertville roku 1992 a her v Lillehammeru roku 1994. Hrál i na světových šampionátech 1992, 1993 a 1998. Po skončení hráčské kariéry v roce 2007 začal pracovat jako trenér brankářů, nejprve v klubu New York Islanders, poté Boston Bruins.